# Ciudad Lineal (métro de Madrid)
Ciudad Lineal est une station de la ligne 5 du métro de Madrid, en Espagne.

## Situation
La station se situe entre Suanzes au nord-est, en direction de Alameda de Osuna et Pueblo Nuevo au sud-ouest, en direction de Casa de Campo. Elle est établie sous la rue d'Alcalá, au niveau de la place de Ciudad Lineal, à la jonction des arrondissements de Ciudad Lineal et de San Blas-Canillejas. Elle possède deux voies et deux quais latéraux.

## Historique
La station est ouverte le 28 mai 1964, lors de la mise en service d'une section de la ligne 2 depuis Ventas. Le 2 mars 1970, ce tronçon est rattaché à la ligne 5.

## Service des voyageurs

### Accueil
La station possède quatre accès équipés d'escaliers, mais sans escalier mécanique ni ascenseur.

### Intermodalité
La station est en correspondance avec les lignes d'autobus n°4, 38, 48, 70, 104, 105, 109, 113 et N5 du réseau EMT, ainsi qu'avec les lignes d'autobus interurbains n°286, 288, 289 et N203.

## Sites desservis
La station est située en face du siège de l'administration de l'arrondissement de Ciudad Lineal et du centre commercial Alcalá Norte.